# 작은주머니생쥐
작은주머니생쥐(Perognathus longimembris)는 주머니생쥐과에 속하는 설치류의 일종이다. 멕시코의 바하칼리포르니아주와 소노라주, 미국의 애리조나주와 캘리포니아주, 아이다호주, 네바다주, 오리건주 그리고 유타주에서 발견된다. 자연 서식지는 아열대 또는 열대 기후 지역의 건조한 저지대 초원이다. 흔한 종으로 특별한 위협은 없으며, 국제 자연 보전 연맹이 "관심대상종"으로 분류하고 있다.